# Церква святого Власія (Дубровник)
Церква святого Власія (Влаха) (хорв. Crkva sv. Vlaha) — римо-католицький костел у хорватському місті Дубровнику, історико-архітектурна пам'ятка у стилі бароко.

## Відомості
Розташована церква у центральній частині міста на площі Ложа.
Церква побудована на початку XVIII століття на місці старої романської церкви, яка пережила сильний землетрус 1667 року, але згоріла під час пожежі 1706 року. Нова будівля зводилася в період з 1706 по 1715 роки за проєктом венеційського архітектора Маріно Гропеллі. Церква отримала багато оздоблений фасад з порталом у стилі бароко, а також широкі сходи. Крім того, на даху спорудили великий купол.
У головному вівтарі церкви встановлена позолочена статуя святого Власія зі срібла роботи місцевих майстрів XV століття. У руках святий тримає модель міста до землетрусу 1667 року.
На пошанування святого Власія в Дубровнику щороку відбуваються урочисті святкування.